# سیاره زمین ۲
 سیاره زمین دو (به انگلیسی: Planet Earth II) یک مستند در مورد طبیعت است که در سال ۲۰۱۶ تولید شده و توسط BBC به عنوان یک دنباله برای سیاره زمین که محصول سال ۲۰۰۶ بود پخش می‌شود. این مجموعه با گویندگی دیوید اتنبرو و با تم اصلی موسیقی توسط هانس زیمر روایت می‌شود.
اولین تریلر در ۹ اکتبر ۲۰۱۶ منتشر شد و سریال برای اولین بار در ۶ نوامبر ۲۰۱۶ در انگلستان در شبکه‌های BBC One و BBC One HD به نمایش درآمد. سیاره زمین دو اولین سریال تلویزیونی تولید شده توسط بی‌بی‌سی با کیفیت (Ultra-high-definition (4K است.

## تولید
این سریال توسط بی‌بی‌سی در سال ۲۰۱۳ با عنوان تنها سیاره اعلام شده بود ولی مدتی بعد به سیاره زمین دوم تغییر کرد.

### در فضای بین‌الملل
این سریال به صورت بین‌المللی از کانال بی‌بی‌سی ارث پخش خواهد شد، در حالی که ممکن است برای برخی از کشورها استثنا وجود داشته باشد.
این سریال در ایالات متحده از شنبه ۲۸ ژانویه ۲۰۱۷ به صورت هفتگی در بی‌بی‌سی آمریکا به روی آنتن رفت.